# Polar Boy
Polar Boy è un personaggio dei fumetti pubblicati da DC Comics, un supereroe del XXX secolo dell'Universo DC.

## Biografia del personaggio
Brek Bannin crebbe sul pianeta Tharr, considerato uno dei pianeti inabitabili più caldi della galassia. La sua famiglia viveva nella valle più calda del pianeta dove gli abitanti svilupparono il potere di creare il super-freddo, neve e ghiaccio come mezzo per combattere il calore persistente.
La prima volta tentò di fare parte della Legione dei Supereroi in Adventure Comics n. 306, ma fu respinto perché non controllava bene i suoi poteri. Fu respinto, in realtà, perché i membri credevano che i suoi poteri avrebbero potuto interferire con le missioni. Quindi, Bannin iniziò la Legione degli Eroi Sostituti con altri respinti, e fu il loro primo leader.
Fu la persona più giovane ad aver provato a far parte della Legione. Lui e i Sostituti aiutarono la Legione numerose volte più che altro come rinforzi locali mentre la Legione era fuori dal pianeta. Quando successivamente i Sostituti respinsero un'invasione da parte del pianeta Bismoll da parte dei duplicati di Computo il Conquistatore, in un modo alquanto imbarazzante, sciolse i Sostituti e si unì alla Legione, diventandone, infine, il leader e rimanendo con loro finché non si sciolsero.
I membri dei Sostituti rinunciarono ad una regola della Legione che non ammetteva nuovi membri al di sopra dei diciotto anni. Dopo che i Sostituti si sciolsero, Polar Boy fu ammesso a pieno titolo nella Legione. Fu accettato ed inserito con Sensor Girl, Magnetic Kid, Tellus e Quislet. Ad un certo punto fu eletto per guidare l'intero gruppo.
Polar Boy fu descritto, dagli autori della Legione, come una persona piena di buone intenzioni ma, fin troppo zelante. Fu quasi sempre illustrato come più basso dei suoi compagni di squadra.
In una linea temporale alternativa notata da Waverider, il Polar Boy originale reclutò con successo l'eroe della Justice League perso nel tempo, noto come Blue Jay.

### Post-Ora Zero
Dopo il rinnovamento dell'Ora zero, Polar Boy fu reinserito in Legionnaires n. 43 (dicembre 1996), in cui fu respinto ancora una volta a causa dell'instabilità dei suoi poteri, e formò così la Legione degli Eroi Sostituti. Fu menzionato che questa versione non era più giovane degli altri candidati all'adesione, ma si presume che accadde a causa della sua altezza.

### Terza versione
Polar Boy comparve nel terzo rinnovamento della Legione come membro dei Wanderers. I suoi poteri furono descritti come un movimento molecolare a rallentamento.

### DopoCrisi infinita
In Action Comics n. 860, Polar Boy fu visto in un campo di tortura, catturato dalla società anti-aliena della Terra del XXXI secolo. Il suo braccio gli fu strappato, ma dopo essere stato liberato da Superman e la Legione, si creò una protesi di ghiaccio.
In Crisi finale: la Legione dei 3 mondi, Polar Boy si trova tra i Legionari assemblati contro Superboy-Prime e la nuova Legione dei Supercriminali. Per combattere questa minaccia, Brainiac 5 inviò Brek, Dawnstar e Wildfire in una missione riservata nel XXI secolo. Ritornati nel loro presente con una ciocca di capelli di Lex Luthor (che la Legione utilizzò per resuscitare Conner Kent), Polar Boy si batté contro Prime, cercando di impegnarlo abbastanza a lungo da permettere a Brainaic 5 di far funzionare il suo piano. Stava pere essere ucciso dal super kryptoniano, quando fu salvato dal tempestivo arrivo di Sun Boy.

## Poteri e abilità
Polar Boy, come ogni altro Tharriano, può ridurre il calore intorno a sé o quello degli oggetti, creando un calo della temperatura che varia dal mite all'intenso. A causa di ciò, Brek può sopportare le temperature più alte del normale. Solitamente, quando rende un oggetto molto freddo, il ghiaccio o la condensa vi si forma sopra. Indossa spesso dei vestiti caldi a causa delle basse temperature della Terra.

## Altri media
- Polar Boy ebbe un cameo senza battuta negli episodi "Lightning Storm", "The Sobstitute", "Dark Victory", e "Karate Kid" della serie animata Legion of Super-Heroes.
- Ci si riferì al pianeta di Polar Boy nell'episodio "La legione" della serie televisiva Smallville, dove Lightning Lad paragonò l'odore dell'inquinamento aereo terrestre del XXI secolo con i "pozzi di zolfo di Tharr".